# फ
Cette page contient des caractères spéciaux ou non latins. S’ils s’affichent mal (▯, ?, etc.), consultez la page d’aide Unicode.
फ, appelé pha et transcrit ph, est une consonne de l’alphasyllabaire devanagari.

## Représentations informatiques
Ses Unicode sont :
| formes | représentations | chaînes de caractères | points de code | descriptions                                     |
| ------ | --------------- | --------------------- | -------------- | ------------------------------------------------ |
| pleine | फ               | फ                     | U+092B         | lettre devanagari pha                            |
| morte  | फ्               | फ◌्                    | U+092B U+094D  | lettre devanagari pha, symbole devanagari virama |